# Тилойка
Тило́йка (рос. Тылойка) — річка в Росії, ліва притока Іти. Протікає територією Шарканського району Удмуртії.
Річка починається на околиці колишнього присілка Бистрово і тече спочатку на схід. Вже через 1,5 км річка плавно повертає на північний схід і тече в такому напрямку до самого гирла. Береги річки подекуди заліснені, у середній та нижній течії заболочені. На річці створено декілька ставків. Річка приймає декілька дрібних приток.
Над річкою розташовано присілок Нижній Тилой.